# Аминев, Зуфар Закирович
Аминев Зуфар Закирович (1916, Уфимская губерния, Белебеевский уезд деревня Бикметово, ныне Республика Башкортостан Туймазинский район — 22 января 1943, Ростовская область, город Белая Калитва) — боец Башкирской кавалерийской дивизии, старший сержант. Герой Советского Союза. Кавалер ордена Отечественной войны I степени.

## Биография и подвиги
Родился Аминев Зуфар Закирович в 1916 году в деревне Бикметово Белебеевского уезда Уфимской губернии (ныне Туймазинского района Республики Башкортостан). татарин.1 декабря 1941 года был призван в ряды Красной Армии Туймазинским райвоенкоматом БАССР. Служил командиром 1-го эскадронного отделения 294-го кавалерийского полка. Он был заместителем командира группы лейтенанта А. Атаева. В Ростовской области (г. Белая Калитва) в бою за высоту 79,9 м был убит.
Тридцать советских солдат группы лейтенанта А. Атаева, в том числе сержант Зуфар Закирович Аминев, получили от командования приказ: занять высоту 79,9 м, взять её укрепленные пункты и во что бы то ни стало удержать высоту. Руководство группы понимало, что успех важной боевой операции зависел от мастерства, мужества и решимости своих бойцов. Им была поставлена задача: «По дороге не то что танк, даже ни одна мышь чтобы не проползла». И немцы не прошли. 21 января 1943 года фашисты предприняли семь атак, чтобы вернуть потерянную ими важную стратегическую высоту, также тактические рубежи с многочисленными инженерными укреплениями. Немцы на четырёх бронемашинах отправили роту автоматчиков против советских воинов, но, оставив вокруг высоты десятки трупов своих солдат, вынуждены были отойти от высоты. Эта схватка была затяжной и кровопролитной. Постепенно нарастало давление со стороны боевых сил противника. На следующий день, 22 января 1943 года, после ещё одной неудачной атаки, немцы бросили на малочисленную группу советских бойцов десять танков и пехотный батальон. «Мы здесь умрем, но не бросим высоту», — говорили воины. Они насмерть стояли на своих местах и отстояли высоту: не пропустили ни одного немецкого солдата на свою территорию. В течение двух суток героически отбивали семь атак фашистов: тридцать советских солдат за два дня уничтожили трехсот немцев, три танка и бронемашину противника. Аминев Зуфар Закирович в этом бою геройски погиб. Посмертно удостоен ордена Отечественной войны I степени. .
Красноармеец-саблист первого эскадрона 112-го кавалерийского полка Зуфар Закирович Аминев посмертно был удостоен звания Героя Советского Союза, награждён орденом Ленина и медалью «Золотая Звезда». Тогда же он был награждён и орденом Отечественной войны I степени. З. З. Аминев похоронен в братской могиле города Белая Калитва.